# Ostreichnion sassafras
Ostreichnion sassafras är en svampart som först beskrevs av Ludwig David von Schweinitz, och fick sitt nu gällande namn av M.E. Barr 1975. Ostreichnion sassafras ingår i släktet Ostreichnion och familjen Mytilinidiaceae.   Inga underarter finns listade i Catalogue of Life.